# Irma Seikkula
Irma Seikkula,  född 14 maj 1914 i Helsingfors, död 8 juli 2001 i Helsingfors, var en finsk skådespelerska.